# 송 민공 (첩)
송 민공(宋湣公, ? ~ 기원전 682년)은 중국 춘추 시대의 인물로, 제17대 송공이다. 성은 자(子), 휘는 첩(捷)이다.
16대 송공 송 장공의 아들로, 아버지가 죽은 후 뒤를 이었다.
민공 10년(기원전 683년), 경 남궁만(南宮萬)을 보내 노나라를 공격했으나 패하고 남궁만은 사로잡혔다. 나중에 풀려나온 남궁만과 사냥을 하다 다툼이 나 분노해 남궁만을 노나라 포로라고 모욕했다가 격분한 남궁만에게 시해당했다.

## 가계
- 송 장공
  - 송 민공
  - 송 환공
  - 공자 유
  - 공자 성
  - 공자 조
  - 자중